# 제14회 제천국제음악영화제
제14회 제천국제음악영화제는 2018년 8월 9일에 열린 시상식이다.

## 수상 및 후보

### 신인음악감독상
- 땐뽀걸즈 - 윤중 수상

### JIMFF OST
- 1987 - 김태성 수상

### JIMFF STAR
- 범죄도시 - 윤계상 수상

### JIMFF RISING STAR
- 치즈인더트랩 - 오종혁 수상
- 탐정: 리턴즈 - 손담비 수상

### 음악영화 제작지원-제작지원금 1천 만원
- 코리안집시사운드, 소리께떼 - 이상목 수상

### 음악영화 제작지원-제작지원금 5백 만원
- 샤이닝그라운드 - 장동주 수상

### 음악영화 제작지원-후반작업 지원(음향 마스터링)
- 코리안집시사운드, 소리께떼 - 이상목 수상

### 음악영화 제작지원-해외영화제 출품 지원(영어 번역, 자막)
- 코리안집시사운드, 소리께떼 - 이상목 수상

### 세계 음악영화의 흐름
- 에티오피아 음악의 황금기 - 마시엑 보치니악
- 뷰티풀마인드, 마음에 그 소리 있지? - 류장하 외 1명
- 말람보 댄서 - 산티아고 로사
- 마이클 잭슨 따라잡기 - 산티아고 로사
- 말더듬이 발라드 - 장 난
- 산을 휘감는 목소리 - 아누슈카 미낙시 외 1명
- 신이 잠들 때 - 틸 샤우더

### 시네마 콘서트
- 무대 위에서 - 찰리 채플린
- 자립 재정 - 찰리 채플린
- 탄둔: 무협영화 3부작
- 모험 - 찰리 채플린
- 카메라맨 - 에드워드 세드윅 외 1명

### 시네 심포니: 장편
- 샹송가수 바르바라 - 마티유 아말릭
- 벡스 - 다니엘 포웰 외 1명
- 다름의 하모니 - 구문걸
- 침묵이여 안녕 - 우가나 켄이치
- 이것도 내 인생 - 하라 케이노스케
- 피아노의 거장, 주앙 카를로스 마틴스 - 마우로 리마
- 또 다른 삶 - 카베흐 모에인파르
- 라이트 업 - 키릴 플레트뇨프
- 칼 슈미트의 귀환 - 아르네 펠드후젠
- 니코, 1988 - 수잔나 니키아렐리
- 오 마미 블루! - 안토니오 헨즈
- 라디오그램 - 루지에 하사노바
- 감자마을 메탈밴드 - 미셀 로갈스키

### 시네 심포니: 단편
- 하모니의 노래 - 안드레스 파소니
- 음악이 없다면 - 마크 아담슨
- 더 크게 - 후앙 송
- 아르모니카 - 가브리엘 베긴
- 블라인드 오디션 - 안드레아스 케슬러
- 경계선 - 이리마지리 세이시
- 시가박스 블루스 - 크리스토퍼 카우프만
- 큐브 - 막심 코다로브
- 운명의 바이올린 - 라미아 벤겔룬
- 끝나지 않은 노래 - 우 치아징
- 플라멩코 - 라페드 자라
- 절반쯤 - 마틸드 마자브라르
- 액션 뮤지컬 - 하드 웨이 - 다니엘 보겔만
- 노래에 살고, 사랑에 살고 - 마리노 바치가
- 날파리의 아리아 - 루카스 폰 베르크
- 리허설 - 나탈리아 모레노
- 사랑의 케이크 - 키카 니콜레라
- 외계인을 춤추게 하다 - 세바스티앙 페트레티
- 스파이더 재즈 - 미크 말러
- 도박사 - 글렌 휠란
- 인터내셔널 - 알리 자르 가나트노위
- 바이올린의 비밀 - 크세니아 이바노바

### 뮤직 인 사이트: 장편
- 쇼팽 콩쿠르의 모든 것 - 안나 가브리타 외 1명
- 만약 내가 떠난다면 - 레너드 스키너드 이야기 - 스테판 키작
- 이차크의 행복한 바이올린 - 앨리슨 쉐르닉
- 마리아 칼라스: 세기의 디바 - 톰 볼프
- 첼로의 거장 로스트로포비치 - 브뤼노 몽생종
- 파차만카 - 자유를 노래함 - 마르쿠스 토트
- 스웨덴의 걸크러쉬, 실바나 - 미카 구스타프슨 외 2명
- 할아버지의 노래 - 클레르 벨하신
- 주자나 루지치코바와 쳄발로 - 해리엇 고든 외 1명

### 뮤직 인 사이트: 단편
- 어느 피아니스트의 14시 - 아시자와 가즈야
- 월드 오케스트라 - 세그 키라코시안
- 아다마 - 발레리 포토니에
- 아날로그를 위하여 - 로만 나베스킨 외 1명
- 가정 오페라 - 니콜라이 아프 로젠보르
- 영화음악의 거장들 - 알렉상드르 데스플라 - 파스칼 쾨노
- 영화음악의 거장들 - 장 클로드 프티 - 파스칼 쾨노
- 영화음악의 거장들 - 마크 아이샴 - 레미 부데
- DJ 소녀 켄디스 - 비비 파드라라
- 모차르트 음악의 비밀 - 이보 반 아르트
- 코조 - 마이클 페퀴에르
- 레오카디아의 꿈 - 크르지스토프 노비키
- 나탈리아, 스페인 최초의 여성 첼리스트 - 아나 마리아 페리
- 무지개를 노래함 - 루지우스 베스페 외 1명
- 음악을 담은 사진가 - 야놀로프 프릿제
- 그랜드 피아노 - 아나벨라 로케
- 발다, 90살의 재즈 - 사이먼 쉴레스

### 한국 음악영화의 오늘: 장편
- 픽션, 그리고 다른 현실들 - 빅 포니 외 1명
- 라이브하드 - 황욱
- 로큰롤 할배 - 이장희
- 수퍼 디스코 - 이주호
- 대관람차 - 백재호 외 1명
- Trip of The Blues - 성승택

### 한국 음악영화의 오늘: 단편
- 찾을 수 없습니다 - 엄하늘
- 봄날 - 오재형
- 고래가 된 남자 - 김효진
- 밤밤밤 - 이안
- BigHug - 백정미
- 달세뇨 - 고성욱
- 딥슬립 - 구혜선
- 그녀의 음악 - 김수현
- E.M.O. - 홍지수
- 소화기 - 신서원
- 보이지 않는 도시 - 오재형
- 조또마떼 사요나라 오지짱 - 김종철
- 탄 - 장권호
- 원썬 - 장동주
- 울림 - 장 줄리앙 푸스
- 녹음 - 임민주
- 잠 - 성종훈
- 그 여름의 끝 - 이솔희
- 엄마 나예요, 아들 - 윤솔지
- 두개의 빛: 릴루미노 - 허진호
- 그 소녀는 어디에 있을까 - 우경웅

### 패밀리 페스트: 장편
- 로스 반도 - 크리스찬 로

### 패밀리 페스트: 단편
- 로시니를 위한 교향곡 - 모니카 망가넬리
- 아리아 - 사이먼 폭스
- 나비 - 마리암 칼릴자데
- 악기들 - 아베딘 모하마디
- 짐 - 니키 린드로트 본 바르
- 이것이 행복 - 예프게니아 투르코바
- 와키와 노래하는 강아지 - 티미 누블라

### 주제와 변주: 장편
- 창공에서 - 마니 라트남
- 바지라오 마스타니 - 산제이 릴라 반살리
- 반값 여행 - 칼리다스
- 비하르 민중의 드라마 - 실피 굴라티 외 1명
- 싯데슈와리 - 마니 카울
- 저항의 발라드 - 투샤르 마드하브 외 1명

### 주제와 변주: 단편
- 샹카르 마하데반 - 딥티 시반
- 라비 샹카르 - 프라모드 파티